# 密希拉古拉
密希拉古拉（？—542年），《大唐西域记》中称作摩醯逻矩罗、大族王。公元6世纪初嚈哒在印度的统治者。其父亲头罗曼死后即位。以旁遮普的奢羯罗（Sagala，今巴基斯坦錫亞爾科特）为首都。

## 民族
嚈哒在印度的分支，被稱為艾肯匈人（Alchon Huns）、紅匈奴，統治地區涵蓋今阿富汗、巴基斯坦及印度北部吐火羅葉護政權、突厥沙希王朝都是該民族建立的政權。
- 大英博物館，存有來自犍陀羅的「嚈噠石碗」描繪了，兩個戴著匈人王冠的王。
- 犍陀羅有大量的印度-匈人式藝術，主要成型於5-6 世紀，以描繪狩獵場景為主。
- 當地還有塔拉甘銅卷軸(Talagan copper scroll)的文物，其內容與唐玄奘紀錄後期的突厥沙希王朝後裔能對應上。

## 歷史
歷史上以迫害佛教著名，但也是印度教的復興者，他的統治對當地印度教文化產生了深遠影響，特別是在宗教和藝術方面。
最初對佛教表現出興趣，並尋求佛教導師，但因未獲得滿意的回應，感到受辱，從而採取手段打压佛教，與婆羅門教的濕婆派合作，以建立地方統治合法性。
- 破壞行為：據記載，他下令摧毀王國內的佛教寺院，並驅逐僧侶。
- 影響地區：特別是在犍陀羅地區，佛教藝術和修行活動受到嚴重打擊。

《高僧傳》、唐玄奘大唐西域記第四冊第一城的記載，對摩醯邏矩羅的形象極為負面：摩訶羅拘羅常惡佛法，毀滅伽藍，殺害沙門，為諸國所不容。
《北齊書》與《梁書》描述為「毀佛之王」
他鑄造的硬幣上刻著公牛，上面寫著“牛的勝利”
528年，他在松達尼之戰中被摩腊婆统治者耶输达尔曼和笈多帝国皇帝那罗信诃笈多·婆罗阿迭多的印度王國聯軍所打败，並被俘。
533年，他被釋放在當地又被推翻，隨後前往克什米爾迦湿弥罗国，最終去世。